# Lista över svenska linjeskepp

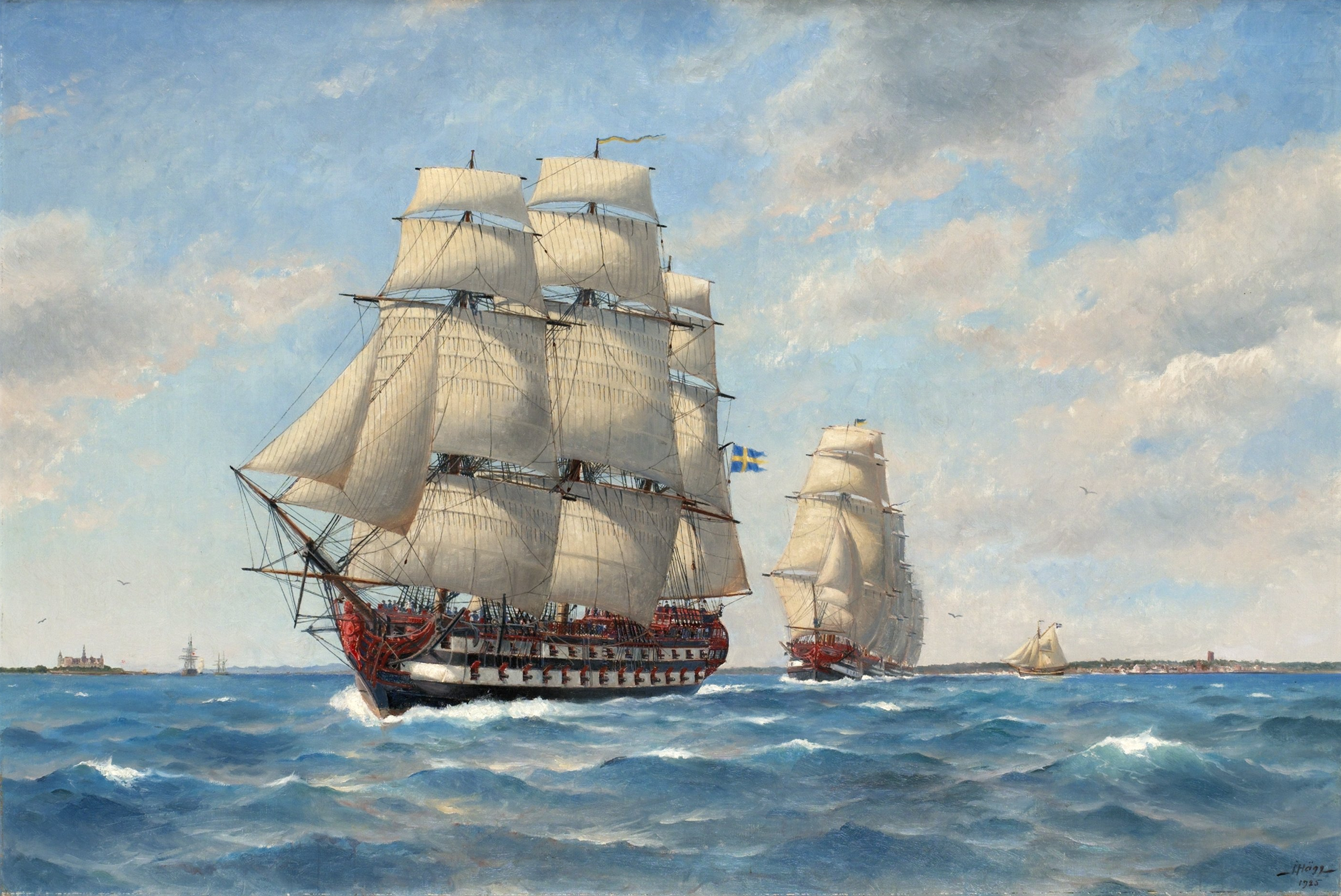
Svenska linjeskepp i Öresund 1812. I täten för kolonnen seglar skeppet Konung Adolf Fredrik. Målning av Jacob Hägg, 1925

Denna lista över svenska linjeskepp är en kronologisk förteckning över samtliga linjeskepp i den svenska Kungliga flottan som byggdes och var i tjänst mellan 1678 och 1921. 

## Linjeskeppen

### 1600-talet
- Sverige (1678)
- Småland (1680)
- Prinsessan Ulrica (1680)
- Drottning Ulrika Eleonora (1680)
- Drottning Hedvig Eleonora (1680)
- Öland (1681)
- Wachtmeister (1681)
- Blekinge (1682)
- Gotland (1682)
- Halland (1682)
- Livland (1682)
- Estland (1682)
- Prins Karl (1682)
- Carolus XI (1683)
- Skåne (1683)
- Göta (1684)
- Göta Rike (1684)
- Prinsessan Hedvig Sofia (1686)
- Göta (1686)
- Småland (1688)
- Pommern (1692)
- Drottning Ulrika Eleonora (1692)
- Wenden (1692)
- Södermanland (1693)
- Konung Karl (1694)
- Westmanland (1696)
- Göteborg (1696)
- Enigheten (1696)
- Wrede (1697)
- Skåne (1697)
- Norrköping (1698)
- Fredrika Amalia (1698)

### 1700-talet
- Göta lejon (1702)
- Prins Fredrik Wilhelm (1702)
- Nordstjernan (1703)
- Prins Carl Fredrik (1704)
- Bremen (1705)
- Öland (1705)
- Verden (1706)
- Tre kronor (1706)
- Stockholm (1708)
- Nya Riga (1708)
- Kronskeppet
- Drottning Ulrika Eleonora (1719)
- Greve Sparre (1724)
- Prinsessan Sofia Charlotta (1725)
- Prins Wilhelm (1726)
- Freden (1730)
- Friheten (1731)
- Drottningholm (1731)
- Hessen Cassel (1731)
- Enigheten (1732)
- Sverige (1734)
- Finland (1725)
- Fredericus Rex (1742)
- Konung Adolf Fredrik (1744)
- Drottning Lovisa Ulrika (1745)
- Göta Lejon (1746)
- Sparre (1749)
- Uppland (1749)
- Greve Södermanland (1749)
- Prins Gustaf (1758)
- Prins Carl (1758)
- Prins Fredrik Adolf (1763)
- Prinsessan Sophia Albertina (1764)
- Drottning Sofia Magdalena (1774)
- Prins Fredrik Adolf (1774)
- Konung Adolf Fredrik (1775)
- Konung Gustaf III (1777)
- Wasa (1778)
- Hedvig Elisabeth Charlotta (1781)
- Kronprins Gustaf Adolf (1782)
- Fäderneslandet (1783)
- Ömheten (1783)
- Rättvisan (1783)
- Dygden (1784)
- Äran (1784)
- Försiktigheten (1784)
- Dristigheten (1785)
- Manligheten (1785)
- Tapperheten (1785)
- Vladlislaff (1784)
- Konung Gustaf IV Adolf (1799)

### 1800-talet
- Carl XIII (1819)
- Carl XIV Johan (1824)
- Prins Oscar (1830)
- Gustav den store (1832)
- Stockholm (1856)
- Skandinavien (1860)